# Quenelle

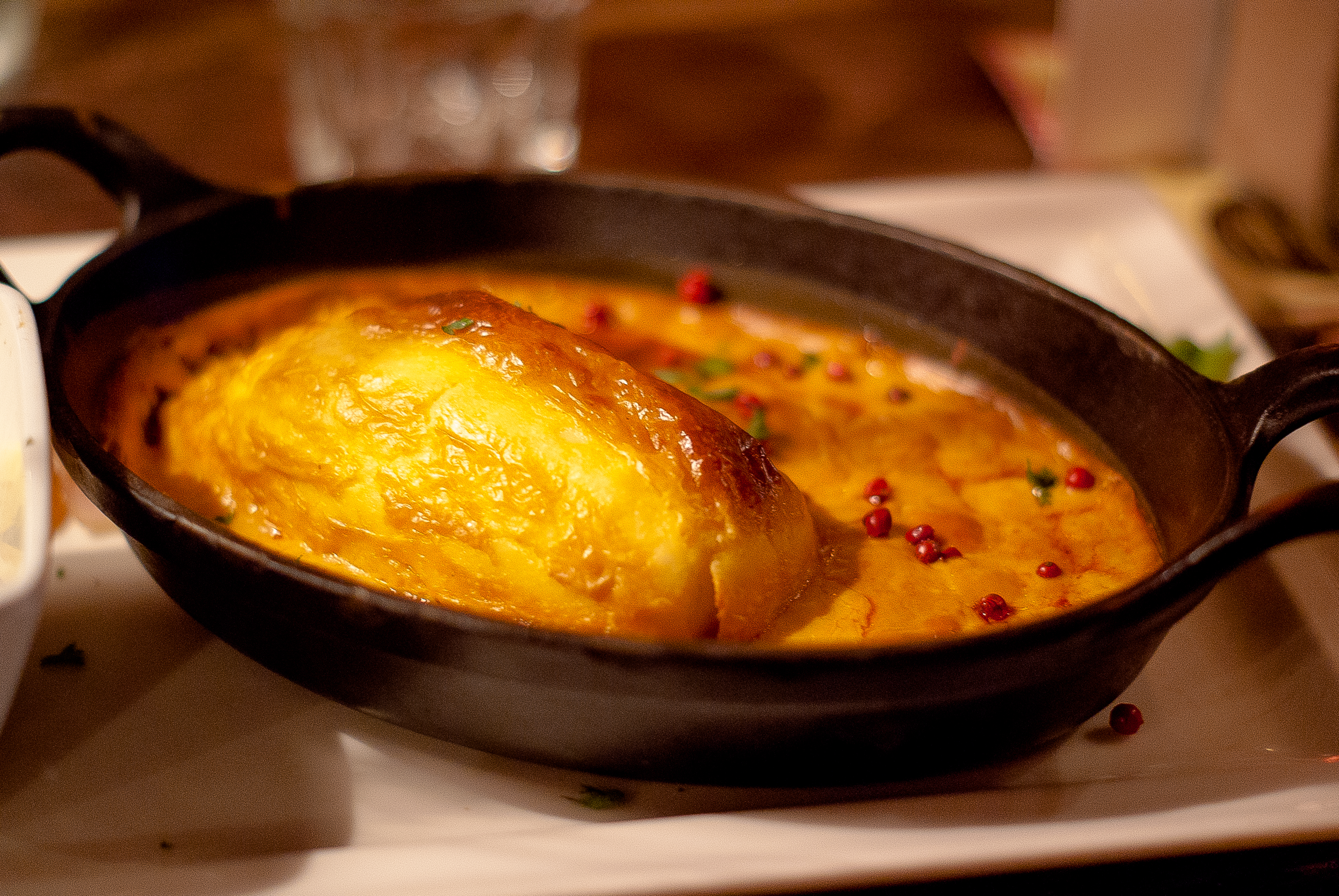
Quenelle de lucio en salsa Nantua, servida en un restaurante tradicional de Lyon.

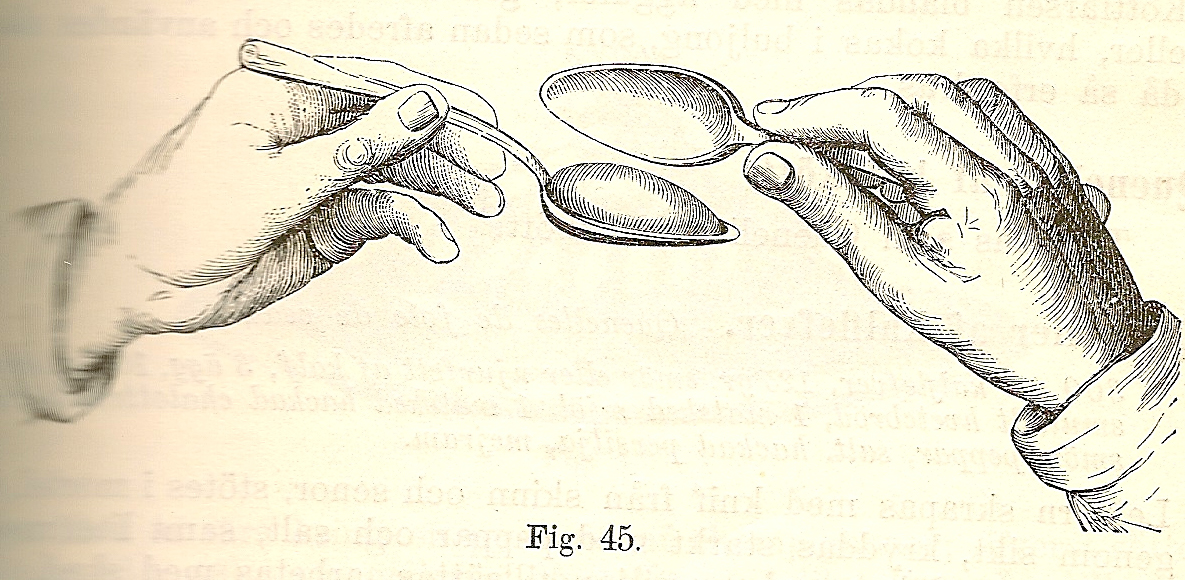
Cómo formar una quenelle (ilustración de 1896).

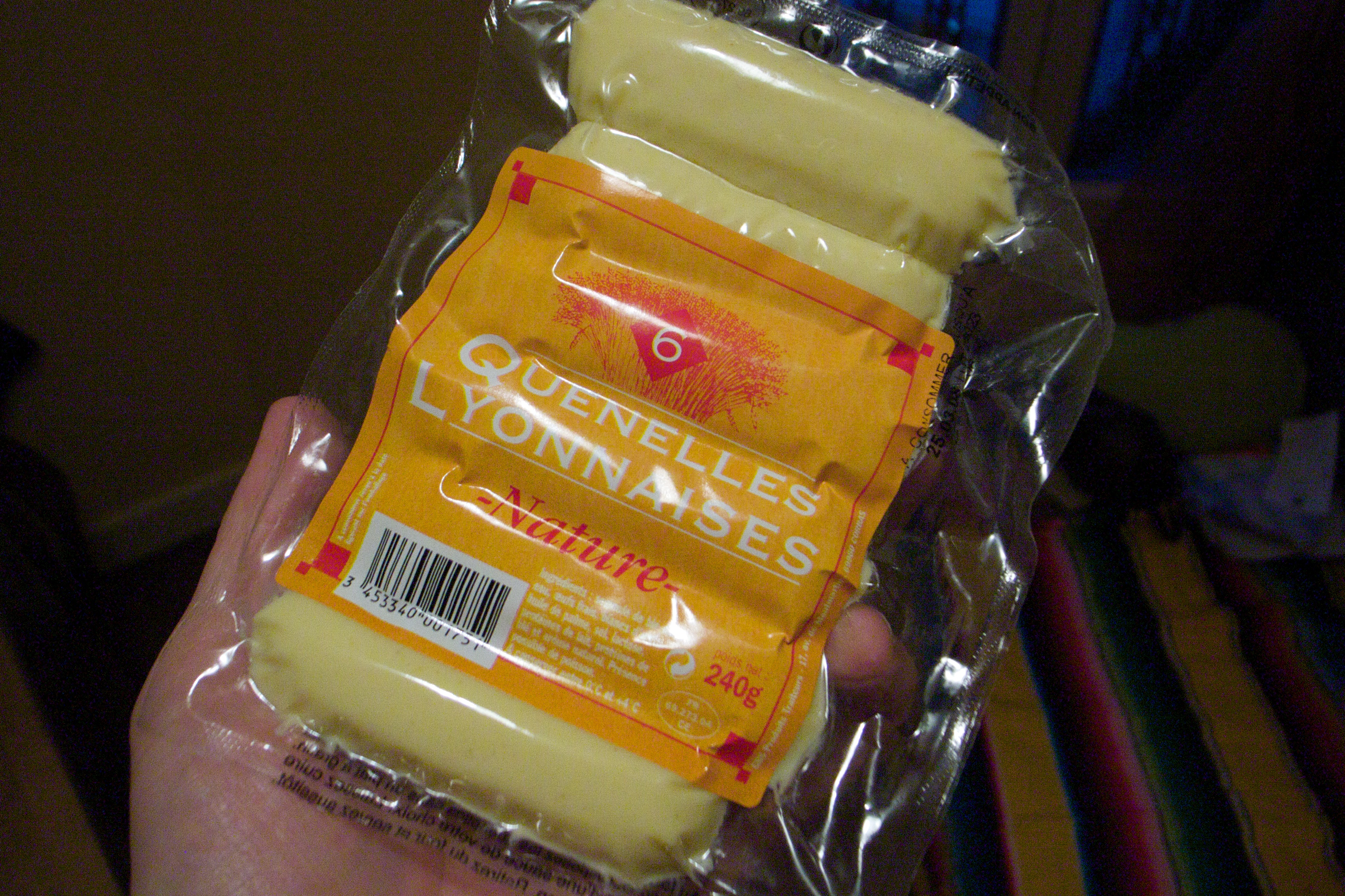
Quenelles de Lyon envasadas al vacío.

La quenelle es una especialidad gastronómica francesa, típica de la región de Lyon y, en menor medida, de Bourg-en-Bresse. Tiene una forma ovalada o cilíndrica. Las quenelles se hacen con una pasta de sémola de trigo o harina mezclada con mantequilla, huevos y leche o agua a la que se añade bien algún tipo de carne desmenuzada de pescado, ternera, ave, o bien tuétano.

## Características
La pasta base se llama panade y de ella depende la calidad de las quenelles. Para que se pueda mezclar con los ingredientes que le darán su sabor específico, es preciso dejarla reposar hasta 24 horas. Se les da forma con dos cucharas soperas o a mano. Se escaldan en agua o en un caldo (bouillon) de carne o pescado con el que se elabora una salsa blanca, una bechamel o una salsa de tomate en la que se terminarán de hinchar, o para naparlas. También se pueden incorporar a un gratinado o al relleno de los vol-au-vents. Las quenelles de lucio se suelen acompañar con una salsa Nantua, hecha con una mantequilla de cangrejo de río (ver: salsa mantequilla de cangrejo).
Esta especialidad es típica de Lyon desde el siglo XIX, donde las quenelles de brochet (quenelles de lucio) adquirieron una fama que se extendió a todo el país y se puede encontrar en cualquier lugar de Francia. Se venden frescas en los mercados o en las tiendas denominadas traiteurs, o precocinadas en latas, envasadas al vacío o congeladas, en todas las grandes superficies.

## Historia
Las quenelles ya eran frecuentes en los menús de los reyes franceses de los siglos XVII y XVIII, pero poco tenían que ver con las actuales quenelles de Lyon. Los recetarios del siglo XIX las describen como unas croquetas cocidas que no se hacían todavía con una panade sino con otros tipos de masa o con miga de pan, con patata o con pasta choux. Se hacían también tradicionalmente en el Franco-Condado y en Alsacia. Alrededor de 1830, aparecen las quenelles de lucio de Lyon, un pez muy abundante en los ríos de esa parte de Francia. Durante la Segunda Guerra Mundial, la penuria de alimentos hizo que se inventaran las quenelles al natural (quenelles nature), hechas solo con masa sin adición de carne o pescado. En el siglo XX también aparecieron las quenelles dulces, generalmente envueltas en chocolate.
Desde principios del siglo XXI, se ha popularizado el nombre quenelle que tiende a utilizarse en muchos países para cualquier preparado que tenga la típica forma ovalada dada por las dos cucharadas. En países anglosajones, quenelle se refiere a menudo únicamente a un modo de presentación de purés, helados o preparados pastosos, moldeándolos en porciones individuales entre dos cucharas.